# Салонікський музей фотографії
Салонікський музей фотографії — музей фотографії міста Салоніки, Греція, офіційно відкритий 1997 року.

## Історія
Історія музею розпочалась 1987 року з приватної ініціативи Аріса Георгіу, Йоргоса Ванідіса і Апостолоса Маруліса. Їх фотоколекція в майбутньому і склала ядро майбутнього Музею фотографії. 1988 року Аріс Георгіу взаснував щорічний міжнародний фестиваль фотографії під назвою «Фотосінкірія» в Салоніках.
1995 року Організація «Салоніки — культурна столиця Греції» проголосила своєю метою заснувати музей фотографії, після чого створений консультативний комітет під головуванням Йоргоса Кацангелоса. 1997 року Музей фотографії в Салоніках офіційно заснований Законом Грецької Республіки за № 2557/97.
1998 року першим директором музею став архітектор і фотограф Аріс Георгіу. 2001 року музей отримав своє постійне приміщення на першому поверсі колишнього складу Салонікського порту відповідно до Закону 2947/2001.
2003 року професор фотографії та аудіовізуальних засобів Костіс Антоніадіс призначений другим директором музею. З 2005 року адміністрацією музею опікується Вангеліс Іоакімідіс, куратор і художній керівник фотоцентру в Скопелосі.

## Експозиція
Музейна колекція нараховує близько 1500 творів грецьких і зарубіжних фотографів (фотографії, негативи, скляні пластини і т. д.) і планує збагатити свою колекцію подальшими придбаннями.
Діяльність музею включає в себе також проведення виставок творів грецьких художників, наукових досліджень та освітніх програм, а також здійснення тематичних публікацій (книги, альбоми, каталоги виставок).
2000 року фестиваль «Фотосінкірія» інтегрований у діяльність Музею. До 2006 року Міжнародний фестиваль проводився щороку з лютого по квітень, в його рамках організовано 30 фотовиставок. У 2008 році фестиваль перетворився на Фотобієнале, тепер він відбувається з квітня по травень, має іншу структуру та періодичність.